# Lost Cause

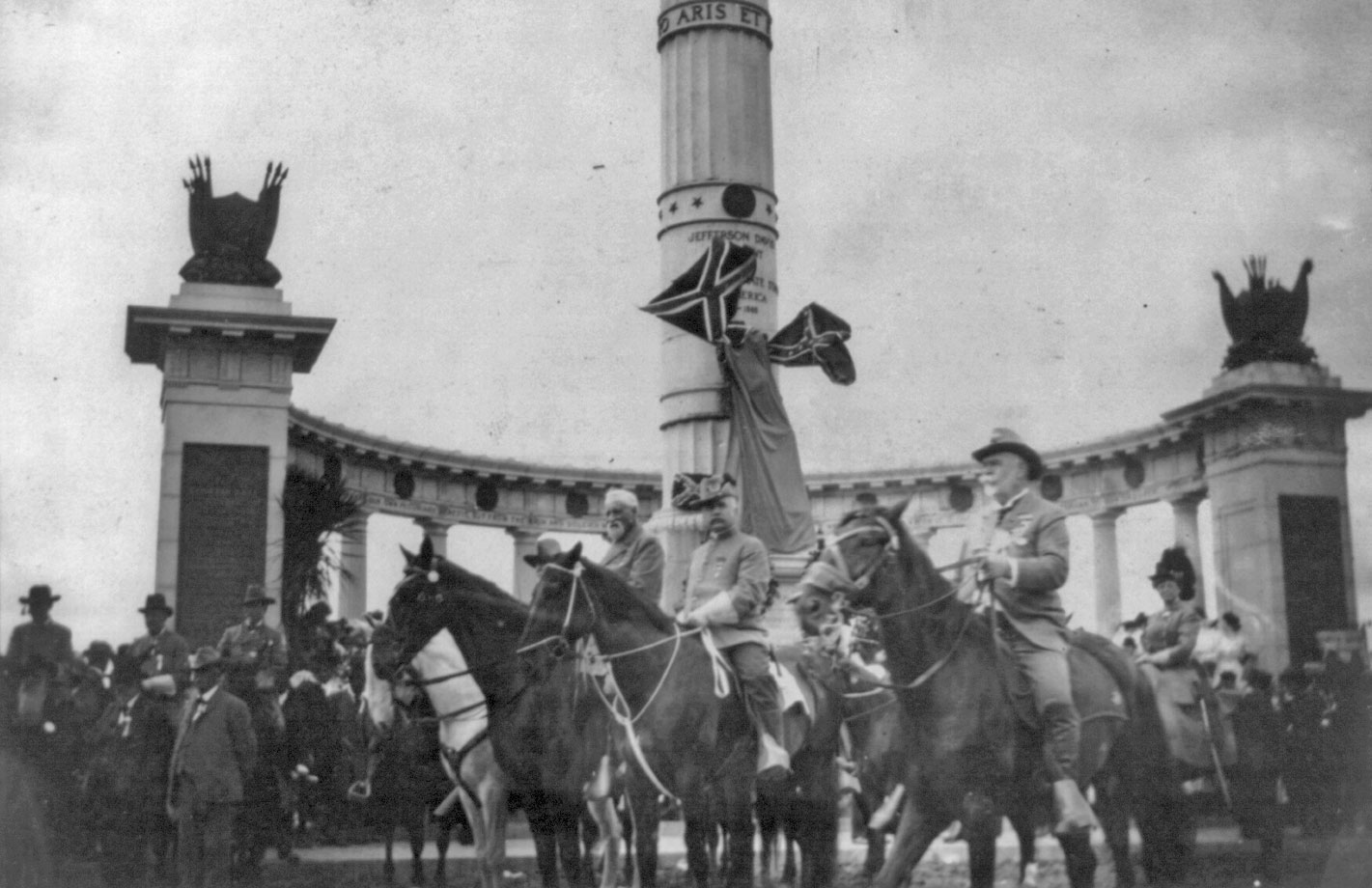
Custis Lee (1832–1913) na koni před památníkem Jeffersona Davise v Richmondu ve Virginii 3. června 1907 při přehlídce konfederačního srazu.

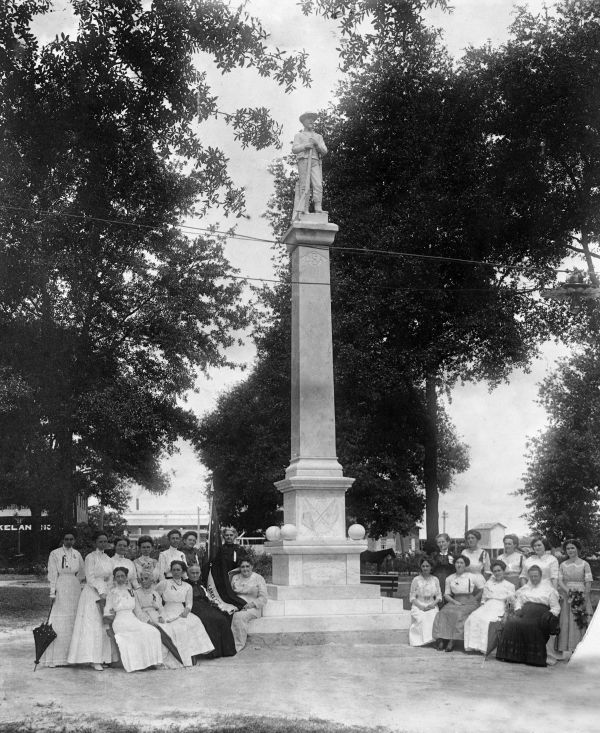
Členky United Daughters of the Confederacy kolem památníku Konfederace v Lakelandu na Floridě, 1915.

Termínem The Lost Cause nebo The Lost Cause of the Confederacy – „Ztracená věc (Konfederace)“ – se označuje pseudohistorická a popíračská ideologie, která vyjadřuje přesvědčení, že příčina Konfederace během americké občanské války byla hrdinská, spravedlivá a že se nesoustředila na otroctví. Jedná se o mýtus či mytologii.
Tato ideologie dále posilovala přesvědčení, že otroctví je morální, protože zotročení lidé jsou šťastní nebo dokonce vděční, a že otroctví přináší ekonomickou prosperitu. Tato představa byla využívána k udržování rasismu a rasistických mocenských struktur v éře Jima Crowa na Jihu. Zdůrazňuje domnělé rytířské ctnosti jihu v období před vypuknutím války. Válku tak chápe jako boj vedený především za záchranu jižanského způsobu života a za ochranu "práv států", zejména práva na vystoupení z Unie. Secesi vykresluje jako konfrontaci s "drtivou agresí Severu". Současně minimalizuje nebo zcela popírá ústřední roli otroctví a teorií o nadřazenosti bílé rasy v přípravě a vypuknutí války.
Zvláště intenzivní vlna aktivit v rámci Lost Cause proběhla během první světové války, kdy začali vymírat poslední veteráni Konfederace a vznikla snaha o zachování jejich památky. Druhá vlna aktivit v rámci Lost Cause byla reakcí na rostoucí podporu rasové rovnosti ze strany veřejnosti během hnutí za občanská práva v 50. a 60. letech 20. století. Prostřednictvím aktivit, jako bylo budování významných památníků Konfederace a psaní učebnic dějepisu, se hnutí Lost Cause snažilo zajistit, aby budoucí generace jižanských bělochů věděly o "opravdových" důvodech, proč Jih bojoval ve válce, a proto nadále podporovaly politiku nadřazenosti bílé rasy, jako byly zákony Jima Crowa. V tomto ohledu je nadřazenost bílé rasy ústředním rysem narativu Lost Cause.
Narativy Lost Cause obvykle líčí věc Konfederace jako ušlechtilou a její vůdce a armády jako příklady staromódního rytířství. Tvrdí, že Jih, ačkoli měl větší vojenské schopnosti a odvahu, byl v americké občanské válce poražen větším počtem obyvatel a obrovskou průmyslovou silou Severu. Zastánci hnutí Lost Cause také odsuzovali éru rekonstrukce, která následovala po občanské válce, a tvrdili, že šlo o záměrnou strategii politiků a spekulantů ze Severu, jejímž cílem bylo ekonomicky vykořisťovat Jih a získat politickou moc. Téma ztracené věci také posloužilo ke stanovení genderových rolí v bělošských oblastech Jihu, a to ve smyslu zachování rodinné cti a rytířských tradic. Inspirovalo výstavbu četných jižanských památníků a formování náboženských postojů.

## Původ
| „                                                 | Říká se, že dějiny píší vítězové. Občanská válka však byla vzácnou výjimkou. Možná, že potřeba udržet zemi pohromadě způsobila, že Sever musel mlčky sedět a přijmout pojetí konfliktu ze strany Jihu. Každopádně po většinu uplynulých 150 let se v našich školách, literatuře a od nástupu celovečerních snímků i ve filmech prosazovala verze války a éry rekonstrukce, kterou vytvořil Jih. | “ |
| — Mick LaSalle, The San Francisco Chronicle, 2015 | |   |

Ačkoli myšlenka ztracené věci má více původů, spočívá především v argumentu, že otroctví nebylo hlavní příčinou občanské války. Tento argument ignoruje prohlášení konfederačních států o odtržení, prohlášení kongresmanů, kteří opustili Kongres USA a připojili se ke Konfederaci, a úpravu otroctví v konfederační ústavě. Vyprávění také popírá nebo bagatelizuje válečné spisy a projevy vůdců Konfederace, jako například Cornerstone Speech konfederačního viceprezidenta Alexandra Stephense, a místo toho upřednostňuje poválečné názory vůdců. Argumentace Lost Cause zdůrazňuje myšlenku secese jako obrany proti ohrožení jižanského způsobu života ze strany Severu a tvrdí, že toto ohrožení porušuje práva států zaručená ústavou. Tvrdí, že každý stát měl právo se oddělit, což Sever důrazně popírá. Lost Cause vykresluje Jih jako více vyznávající křesťanské hodnoty než údajně chamtivý Sever. Otroctví vykresluje spíše jako dobrotivé než kruté a tvrdí, že učilo křesťanství a "civilizaci".
Příběhy šťastných otroků jsou často využívány jako propaganda ve snaze obhájit otroctví; organizace United Daughters of the Confederacy (Spojené dcery Konfederace) měla "Výbor pro památku věrných otroků" a postavila pomník Heywarda Shepherda (svobodného černocha, který zemřel při pokusu abolicionisty Johna Browna zmocnit se zbroje americké armády a osvobodit jižanské otroky) v Harpers Ferry v Západní Virginii. Tyto příběhy měly sloužit k vysvětlení otroctví obyvatelům Severu. Lost Cause líčí otrokáře jako laskavé ke svým otrokům. Při vysvětlování porážky Konfederace se objevuje tvrzení, že hlavním faktorem nebyla kvalitativní méněcennost vůdců nebo bojové schopnosti, ale masivní kvantitativní převaha severské průmyslové mašinérie. Na vrcholu síly vojsk v roce 1863 převažovali vojáci Unie nad vojáky Konfederace v poměru více než dva ku jedné a Unie měla třikrát větší bankovní vklady než Konfederace.

## Historie

### 19. století

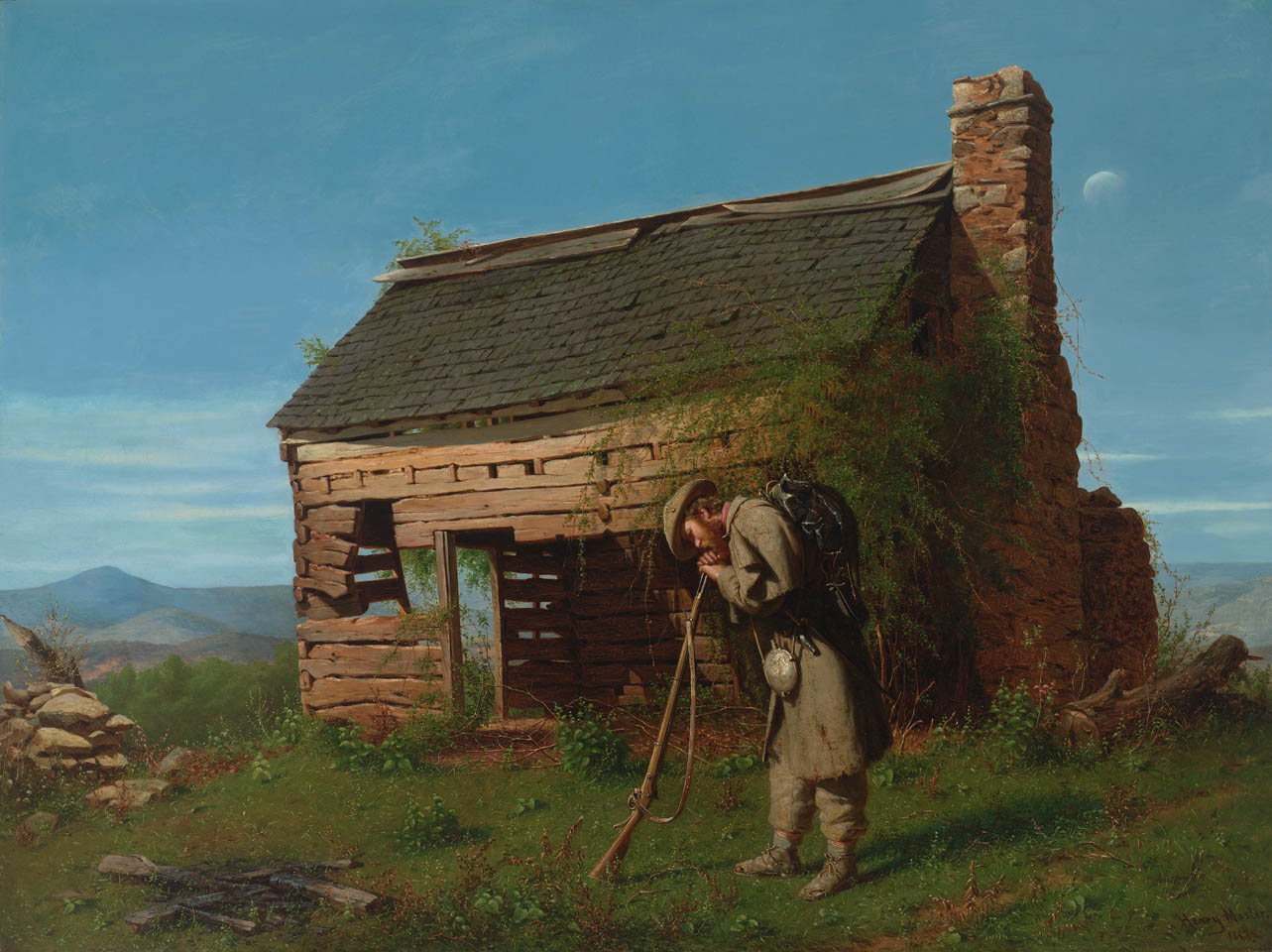
Henry Mosler dokončil svůj nejznámější obraz The Lost Cause (Ztracená věc) tři roky po skončení občanské války.

Porážka Konfederace zničila mnoho bílých obyvatel Jihu ekonomicky, emocionálně i psychicky. Před válkou mnozí hrdě věřili, že jejich bohatá vojenská tradice jim bude v nadcházejícím konfliktu ku prospěchu. V rámci své vlastní útěchy svou prohru přičítali faktorům, které nemohli ovlivnit, jako byla fyzická velikost a ohromující hrubá síla.
Profesor Gary W. Gallagher z University of Virginia napsal:
Tvůrci Lost Cause jednali z různých pohnutek. Společně se snažili ospravedlnit své vlastní činy a umožnit sobě i ostatním bývalým konfederátům najít na všeobjímajícím neúspěchu něco pozitivního. Chtěli také poskytnout svým dětem a budoucím generacím bílých Jižanů "správný" příběh války.
Téma Lost Cause se stalo klíčovou součástí procesu usmíření mezi Severem a Jihem kolem roku 1900 a stalo se základem vzpomínkových akcí mnoha bílých Jižanů po skončení války. Významná organizace United Daughters of the Confederacy je s Lost Cause spojena již více než sto let.
Profesor historie na Yaleově univerzitě Rollin G. Osterweis shrnuje obsah, který pronikl do spisů o Lost Cause:
Legenda o ztracené věci vznikla především jako literární vyjádření zoufalství zatrpklého, poraženého národa nad ztracenou identitou. Byla to krajina posetá postavami vycházejícími převážně z minulosti: rytířským plantážníkem, jižanskou kráskou s vůní magnólie, hodným, šedivým veteránem Konfederace, kdysi rytířem v poli a v sedle, a úslužným starým strýcem Remusem. Ti všichni se sice rychle zahalili do zlatavého oparu, ale pro obyvatele Jihu se stali velmi skutečnými, protože jim tyto symboly pomohly obnovit jejich rozvrácenou civilizaci. Upevňovaly ideály starého Jihu a přinášely pocit útěchy novému Jihu.
Profesor historie na Louisianské státní univerzitě Gaines Foster v roce 2013 napsal:
Vědci se shodli na tom, jakou roli hrála v těchto letech Lost Cause, ačkoli vědecké poznatky o Lost Cause, stejně jako samotná paměť, zůstávají sporné. Většina se shoduje na tom, že bílí obyvatelé Jihu věnovali obrovské úsilí oslavě vůdců a prostých vojáků Konfederace a zdůrazňovali, že zachovali čest sobě i Jihu.
Termín Lost Cause se poprvé objevil v názvu knihy z roku 1866 od virginského spisovatele a novináře Edwarda A. Pollarda The Lost Cause: A New Southern History of the War of Confederates (Ztracená věc: Nové jižanské dějiny války Konfederace). Propagoval mnoho z výše uvedených témat Lost Cause. Zejména odmítal roli otroctví při rozpoutání války a zlehčoval krutost amerického otroctví, dokonce ho propagoval jako způsob zlepšení života Afričanů:
Nebudeme se zabývat morální otázkou otroctví. Můžeme zde však vyslovit pochybnost, zda je tento odporný termín "otroctví", který byl tak dlouho vnucován přehnaným úsudkem severských spisovatelů, správně aplikován na ten systém otroctví na Jihu, který byl skutečně nejmírnější na světě; který nespočíval na aktech ponižování a zbavování občanských práv, ale povznášel Afričany a byl v zájmu lidského zlepšení; a který podle zákonů země chránil černochy na životě a zdraví a v mnoha osobních právech a v praxi tohoto systému jim poskytoval řadu individuálních požitků, které z nich činily vůbec nejnápadnější typ veselosti a spokojenosti na světě.
Avšak teprve články, které napsal generál Jubal A. Early v 70. letech 19. století pro Southern Historical Society, upevnily pověst Lost Cause jako dlouhodobého literárního a kulturního fenoménu. V roce 1881 vyšla kniha Jeffersona Davise The Rise and Fall of the Confederate Government (Vzestup a pád vlády Konfederace), dvousvazková obhajoba jižanské věci, která se stala dalším důležitým textem v dějinách Lost Cause. Davis obviňoval nepřítele z toho, "cokoliv z krveprolití, devastace nebo otřesu republikánské vlády bylo výsledkem války". Obviňoval Seveřany ("Yankees"), že bojovali "se zuřivostí, která nerespektovala všechny zákony civilizovaného válčení". Kniha zůstala v tisku a často sloužila k ospravedlnění pozice Jihu a k jeho distancování od otroctví.
Původní inspirací pro Earlyho názory mohl být generál Robert E. Lee. Když Lee zveřejnil svůj rozkaz na rozloučenou pro armádu Severní Virginie, utěšoval své vojáky zmínkami o "ohromujících zdrojích a počtech", proti nimž konfederační armáda bojovala. V dopise Earlymu si Lee vyžádal informace o síle nepřítele od května 1864 do dubna 1865, tedy v období, kdy jeho armáda bojovala proti generálporučíku Ulyssesovi S. Grantovi (kampaň Overland a obléhání Petersburgu). Lee napsal: "Mým jediným cílem je předat, pokud to bude možné, pravdu potomkům a učinit zadost našim statečným vojákům." V dalším dopise Lee požadoval veškeré "statistiky týkající se počtu vojáků, zničení soukromého majetku federálními jednotkami atd.", protože chtěl ukázat rozdíl v síle obou armád a věřil, že "bude těžké přimět svět, aby pochopil, proti jaké přesile jsme bojovali". S odkazem na novinové zprávy, které ho obviňovaly z viny na prohře, napsal: "Nepovažoval jsem za vhodné si všímat, nebo dokonce opravovat zkreslené informace o mých slovech a činech. Budeme muset být trpěliví a nějakou dobu alespoň trpět..... V současné době není veřejná mysl připravena přijmout pravdu." Všechna tato témata se dostala do popředí zájmu Earlyho a spisovatelů hnutí Lost Cause v 19. století a hrála důležitou roli i ve 20. století..
Generál americké armády George Henry Thomas, Virgiňan, který ve válce bojoval na straně Unie, ve své zprávě z listopadu 1868 upozornil na snahy bývalých konfederátů vykreslit Konfederaci v pozitivním světle:
| „                                    | Největší úsilí poražených povstalců od konce války spočívalo v šíření myšlenky, že věc svobody, spravedlnosti, lidskosti, rovnosti a všech ctností svobody utrpěla násilím a křivdou, když úsilí o nezávislost Jihu selhalo. To je samozřejmě zamýšleno jako druh politického chvástání, jímž by se zločin zrady mohl přikrýt falešným lakem vlastenectví, aby strůjci povstání mohli vejít do dějin ruku v ruce s obránci vlády, a tak vlastníma rukama setřít své vlastní skvrny; je to druh sebeodpuštění, který je úžasný svou drzostí, když uvážíme, že život a majetek - spravedlivě propadlý podle zákonů země, války a národů, díky velkorysosti vlády a lidu - od nich nebyl vymáhán. | “ |
| — George Henry Thomas, listopad 1868 | |   |

Pamětní spolky jako United Confederate Veterans, United Daughters of the Confederacy a Ladies Memorial Associations integrovaly témata spojená s Lost Cause, aby pomohly bílým Jižanům sympatizujícím s Konfederací vyrovnat se s mnoha změnami, které se v této době udály (především s rekonstrukcí). Tyto instituce přetrvaly až do současnosti a potomci jižanských vojáků se nadále účastní jejich setkání.
V roce 1879 vydal John McElroy knihu Andersonville: A Story of Rebel Military Prisons. V předmluvě naznačil, že mytologie Konfederace je dobře zavedená a že kritika jinak zlidovělých konfederátů se setkává s opovržením:
Vím, že to, co je zde uvedeno, bude trpce odmítnuto. Jsem na to připraven. Ve svém chlapeckém věku jsem byl svědkem krutosti agitace ve prospěch otroctví – v mládí jsem cítil zuřivost nenávisti namířené proti všem, kdo stáli na straně národa. Vím, že peklo nemá takovou zuřivost jako pomstychtivost těch, kterým ublížilo, že jim byla řečena pravda.
V roce 1907 Hunter Holmes McGuire, lékař Stonewalla Jacksona, publikoval v knize, kterou sponzoroval Grand Camp of Confederate Veterans of Virginia (Velký tábor veteránů Konfederace ve Virginii), argumenty na podporu Lost Cause, že "otroctví nebylo příčinou války" a že "Sever byl agresorem, který válku vyvolal". Kniha se rychle vyprodala a vyžádala si druhé vydání.

#### Znovusjednocení Severu a Jihu
Alan T. Nolan uvádí, že Lost Cause "usnadnila sjednocení Severu a Jihu". Cituje Fostera, který napsal, že "projevy úcty ze strany bývalých nepřátel a severních vydavatelů usnadnily přijetí znovusjednocení. V polovině osmdesátých let se většina jižanů rozhodla budovat budoucnost v rámci sjednoceného národa. Několik málo lidí zůstalo nesmiřitelných, ale jejich vliv v jižanské společnosti rychle klesal". Nolan zmínil druhý aspekt: "Znovusjednocení bylo výhradně fenoménem bílých mužů a cenou za znovusjednocení byla oběť Afroameričanů."
Historička Caroline Janneyová uvedla:
Lost Cause poskytla úlevu bílým Jižanům, kteří se obávali, že budou porážkou zneuctěni. V následujících letech po válce byla do značné míry přijata bílými Američany, kteří ji považovali za užitečný nástroj ke smíření Severu a Jihu.
Historik David W. Blight z Yaleovy univerzity napsal:
Lost Cause se stala nedílnou součástí národního usmíření díky sentimentalitě, politickým argumentům a opakovaným oslavám a rituálům. Pro většinu bílých obyvatel Jihu se Lost Cause stala jazykem ospravedlnění a obnovy, stejně jako řadou praktik a veřejných památek, jejichž prostřednictvím mohli upevnit svou jižanskou hrdost i amerikanismus. V 90. letech 19. století se vzpomínky na Konfederaci již tolik nezabývaly truchlením nebo vysvětlováním porážky; nabízely soubor konzervativních tradic, jimiž se celá země mohla opásat proti rasovým, politickým a průmyslovým nepokojům. A díky samotné hrdinské prohře poskytoval konfederační voják vzor mužské oddanosti a odvahy v době genderových úzkostí a bezohledného materiálního snažení.
Historik William Tynes Cowa při zkoumání literatury smíření napsal: "Kult Lost Cause byl součástí širšího kulturního projektu: smíření Severu a Jihu po občanské válce." Identifikoval typický obraz v poválečné beletrii: materialistický, bohatý Yankee, který si bere chudou duchovní jižanskou nevěstu jako symbol šťastného národního sjednocení. Při zkoumání filmů a výtvarného umění Gallagher identifikoval téma "bělochů ze Severu i Jihu, kteří vychvalují americké ctnosti, jež obě strany projevily během války, vyzdvihují obnovený národ, který vzešel z konfliktu, a zamlčují roli Afroameričanů".
Historik a novinář Bruce Catton tvrdil, že mýtus Lost Cause pomohl dosáhnout národního usmíření mezi Severem a Jihem. Došel k závěru, že "legenda o ztracené věci posloužila celé zemi velmi dobře", a dále řekl:
Věci, které se staly během občanské války, samozřejmě nebyly zapomenuty, ale nyní je vidíme přes závoj. Celý konflikt jsme povýšili do sféry, kde už není výbušný. Je to součást americké legendy, součást americké historie, součást, chcete-li, americké romantiky. Dodnes to lidmi mocně hýbe, ale nepohání je to k tomu, aby vzali do ruky zbraně a šli do toho znovu. Od konce války máme národní mír a budeme ho mít vždycky a myslím, že způsob, jakým se Lee a jeho vojáci chovali v hodinách kapitulace, s tím má velkou zásluhu.

#### Nový Jih
Historikové uvádějí, že téma " Lost Cause" pomohlo bílým obyvatelům Jihu přizpůsobit se novému postavení a přejít do tzv. Nového Jihu. Hillyer uvádí, že příkladem tohoto řešení je Confederate Memorial Literary Society (CMLS), kterou založily elitní bílé ženy v Richmondu ve Virginii v 90. letech 19. století. CMLS založila Konfederační muzeum, aby dokumentovala a hájila konfederační věc a připomínala předválečné mravy, o nichž se domnívala, že je vytlačuje obchodní étos Nového Jihu. Tím, že se Konfederační muzeum zaměřilo na vojenské oběti, a nikoli na stížnosti týkající se Severu, napomohlo podle Hillyera procesu usmíření mezi jednotlivými sekcemi. Tím, že muzeum zobrazovalo otroctví jako blahodárné, posilovalo představu, že zákony Jima Crowa jsou správným řešením rasového napětí, které se během rekonstrukce vystupňovalo. A konečně, oslavováním obyčejného vojáka a zobrazováním Jihu jako "solidního" muzeum podporovalo přijetí průmyslového kapitalismu. Konfederační muzeum tak kritizovalo a zároveň usnadňovalo ekonomické transformace Nového Jihu a umožnilo Richmondu sladit vzpomínky na minulost s nadějemi do budoucna a nechat minulost za sebou při rozvoji nových průmyslových a finančních rolí.
Historička Jacquelyn Dowd Hallová uvedla, že téma Lost Cause se naplno rozvinulo kolem roku 1900, kdy na Novém Jihu nepanovalo zoufalství, ale triumfalismus. Mnohé bylo z Lost Cause vynecháno:
Ani trauma otroctví Afroameričanů, ani jejich hrdinský a srdcervoucí boj za svobodu v tomto příběhu nenašly místo. Narativ Lost Cause však také potlačil vzpomínky mnoha bílých Jižanů. Vzpomínky na to, jak v otroctví moc plodila krutost. Vzpomínky na krvavou, nesnesitelnou realitu války. Vymazány byly i soupeřící vzpomínky a identity, které stavěly bílé Jižany proti sobě, stavěly plantážníky proti venkovanům, unionisty proti konfederátům, populisty a dělníky proti korporacím, ženy z domova proti válkou zbídačeným, zlomeným mužům.

### Sochy Mosese Jacoba Ezekiela
Virginský sochař Moses Jacob Ezekiel, nejvýznamnější konfederační emigrant, byl jediným sochařem, který se účastnil bojů během občanské války. Ze svého ateliéru v Římě, kde hrdě visela konfederační vlajka, vytvořil sérii soch konfederačních "hrdinů", které jednak oslavovaly Lost Cause, v niž "upřímně věřil", jednak se staly velmi viditelným vzorem pro stavbu konfederačních pomníků na počátku 20. století.
"Ezekielova práce je nedílnou součástí tohoto vstřícného pohledu na občanskou válku." Mezi jeho konfederační sochy patří:
- Virginia Mourning Her Dead (1903), za kterou Ezechiel odmítl honorář, ale jiný zdroj uvádí, že si účtoval polovinu svého obvyklého honoráře.[42]:s.83 Originál se nachází na jeho alma mater, Virginia Military Institute, na počest deseti padlých kadetů (studentů), z nichž jeden (Thomas G. Jefferson, prezidentův prapravnuk) zemřel v Ezechielově náručí v bitvě u New Marketu.[43]:s.109–111 Stojí poblíž hrobů šesti kadetů.[42]:s.83 V roce 1914 věnoval Ezekiel repliku ve 3/4 velikosti Muzeu Konfederace (od roku 2014 součást Amerického muzea občanské války) ve svém rodném Richmondu.[42]:s.84
- Socha Stonewalla Jacksona (1910), Kapitol státu Západní Virginie, Charleston, Západní Virginie.[44] Replika se nachází ve Virginském vojenském institutu.
- Southern, zvaná také The Lookout (1910), Konfederační hřbitov, Johnson's Island, Ohio. Objednaly ho United Daughters of the Confederacy; Ezekiel požádal pouze o proplacení nákladů na odlitek.[42]:s. 94
- Tyler Confederate Memorial Gateway (1913), Městský hřbitov, Hickman, Kentucky. Objednala organizace United Daughters of the Confederacy.[42]:s.120
- Socha Johna Warwicka Daniela (c. 1913), Lynchburg, Virginie.
- Památník Konfederace (1914), Arlingtonský národní hřbitov v Arlingtonu ve Virginii, který Ezechiel nazval Nový Jih.[45] "Žádný památník však není lepším příkladem narativu Lost Cause než Ezekielův památník Konfederace v Arlingtonu, kde žena představující Jih jako by chránila černošské postavy pod ním." Ezechiel zahrnul "věrné otroky", protože chtěl zpochybnit to, co nazval "lží" o Jihu a otroctví v... Chaloupce strýčka Toma, a přál si "správně" (jeho slova) přepsat dějiny tak, aby zobrazovaly podporu černých otroků věci Konfederace.[46] Podle jeho potomka Judith Ezekielové, která stojí v čele skupiny jeho potomků požadujících odstranění sochy, "byla tato socha velmi, velmi záměrnou součástí revizionistické historie rasistické Ameriky". Podle historika Gabriela Reicha "socha funguje jako propaganda Lost Cause.... Horší už to být nemůže".[41]

Kali Hollowayová, ředitelka projektu Make It Right, který se věnuje odstraňování pomníků Konfederace, poukazuje na vliv Ezechiela:
Nejvíce vyniká trvalý dopad Ezekielových poct Konfederaci – jeho pocta "Stonewallovi" Jacksonovi v Západní Virginii; jeho pomník "loajálního otroka" v Arlingtonu; jeho zosobnění Virginie truchlící za své vojáky, kteří zemřeli v boji za zrádný národ vytvořený na obranu černošského otroctví. Konfederační památníky, včetně Ezekielových velmi viditelných soch, byly součástí kampaně, jejímž cílem bylo terorizovat černé Američany, romantizovat otroctví, propagovat ahistorickou lež o cti konfederační věci, vylévat do žuly to, co Jim Crow kodifikoval v zákoně. Důsledky všech těchto věcí nám stále přetrvávají.

### Díla Thomase Dixona Jr.
Žádný spisovatel neudělal pro rozšíření Lost Cause tolik jako Thomas Dixon Jr. (1864–1946) – jižanský přednášející, spisovatel, dramatik, filmař a baptistický duchovní.[zdroj?]
Dixon, který pochází ze Severní Karolíny, je popisován jako
profesionální rasista, který se živil psaním knih a divadelních her napadajících přítomnost Afroameričanů ve Spojených státech. Dixon, který pevně věřil nejen v nadřazenost bělochů, ale také v "degeneraci" černochů po skončení otroctví, se domníval, že ideálním řešením rasových problémů Ameriky je deportace všech černochů do Afriky.:s.510
Dixon předpovídal "rasovou válku", pokud budou současné trendy pokračovat, kterou podle něj běloši jistě vyhrají, protože mají "3000 let civilizace ve svůj prospěch". Snahy o vzdělání a zcivilizování Afroameričanů považoval za marné, ba dokonce nebezpečné, a tvrdil, že Afroameričan je "v pořádku" jako otrok nebo dělník, "ale jako vzdělaný člověk je to zrůda". Z krátkodobého hlediska považoval Dixon bělošské rasové předsudky za "sebezáchovu" a snažil se propagovat projižanský pohled na nedávné období rekonstrukce a šířit jej po celé zemi. He decried portrayals of Southerners as cruel and villainous in popular works such as Uncle Tom's Cabin (1852), seeking to counteract these portrayals with his own work.:s.510
Byl známým přednášejícím a často dostával mnohem více pozvání k přednáškám, než byl schopen přijmout. Navíc pravidelně přitahoval velmi početné davy, větší než kterýkoli jiný protestantský kazatel ve Spojených státech té doby, a noviny často informovaly o jeho kázáních a projevech.:s.389:s.18
Vzdal se svého duchovního zaměstnání, aby se mohl věnovat přednáškám na plný úvazek, a živil tak svou rodinu. Měl obrovský počet příznivců a "jeho jméno se stalo pojmem".:s.30 V typické recenzi se píše, že jeho přednáška byla "rozhodně zábavná a poučná..... Byly v ní velké záhony solidních myšlenek a v dolní části včasné poučení."
V letech 1899 až 1903 ho slyšelo více než 5 000 000 lidí, jeho hru The Clansman vidělo přes 4 000 000 diváků. Běžně byl označován za nejlepšího přednášejícího v zemi.:s.50–51 Měl "slušné příjmy" z přednášek a honorářů za své romány, zejména za svůj podíl na Zrození národa. Koupil si "parní jachtu" a pojmenoval ji Dixie.
Po zhlédnutí divadelní verze Chaloupky strýčka Toma "byl posedlý myšlenkou napsat trilogii románů o období rekonstrukce".:s.64 Trilogii tvořila díla The Leopard's Spots. A Romance of the White Man's Burden—1865–1900 (1902), The Clansman: A Historical Romance of the Ku Klux Klan (1905) a The Traitor: A Story of the Fall of the Invisible Empire (1907). "Každý z románů jeho trilogie rozvíjel onen černobílý boj prostřednictvím scénářů znásilnění a lynčování, které jsou vždy představovány jako předzvěst totální rasové války, pokud se elitním bělochům nepodaří vyřešit 'černošský problém' národa." Dixon napsal také román o Abrahamu Lincolnovi The Southerner (1913), "příběh toho, koho Davis nazval 'skutečným Lincolnem'",:s.80 další, The Man in Grey (1921), o Robertu E. Leeovi a jeden o Jeffersonu Davisovi, The Victim (1914).
Dixonova metoda je úderná, senzační a nekompromisní: je snadné pochopit důvody velké popularity těchto svižných příběhů, které se zabývají problémy velmi blízkými lidem, kteří zažili občanskou válku a rekonstrukci; a tisíce lidí, kteří rekonstrukci zažili, v době vydání románové trilogie ještě žily. Dixonova literární dovednost vyvolat staré vzpomínky a hluboce zakořeněné předsudky učinila z tohoto spisovatele respektovaného mluvčího – zastánce lidí, kteří chovali hořkou zášť.":s.75
O Dixonových nejslavnějších románech The Leopard's Spots a The Clansman a o jejich ještě slavnějším a vlivnějším produktu Zrození národa (1915), prvním filmu promítaném v Bílém domě, který byl následujícího dne promítnut celému Nejvyššímu soudu, 38 senátorům a ministru námořnictva, bude pojednáno níže.:s.171–172

### Od 20. století do současnosti

Bývalá vlajka státu Mississippi s motivem válečné vlajky Konfederace. Byla přijata v roce 1894 po takzvaném "vykoupení" státu a zřekla se jí v roce 2020 během protestů po smrti George Floyda.

Vlajka státu Georgie (1956–2001)

Základní předpoklady Lost Cause se ukázaly jako trvalé pro mnoho lidí na moderním Jihu. Principy Lost Cause se často objevují během sporů týkajících se veřejného vyvěšování vlajky Konfederace a různých státních vlajek. Historik John Coski poznamenal, že Synové veteránů Konfederace (Sons of Confederate Veterans, SCV), "nejviditelnější, nejaktivnější a nejefektivnější obhájce vlajky", "přenesli do jednadvacátého století prakticky beze změny historické interpretace a ideologickou vizi Lost Cause formulovanou na začátku dvacátého století". Coski napsal o "válkách o vlajky na konci dvacátého století":
Od ... počátku 50. let 20. století bránili představitelé SCV integritu válečné vlajky před banalizací a před těmi, kteří trvali na tom, že její vystavování je nevlastenecké nebo rasistické. Mluvčí SCV opakovali důsledný argument, že Jih vedl legitimní válku za nezávislost, nikoli válku na obranu otroctví, a že nastupující "yankeeovský" pohled na dějiny falešně očerňuje Jih a vede lidi k nesprávnému výkladu válečné vlajky.
Konfederované státy používaly v letech 1861–1865 několik vlajek. Od konce americké občanské války pokračuje osobní i oficiální používání konfederačních vlajek a vlajek z nich odvozených za značně kontroverzních podmínek. Druhá státní vlajka státu Mississippi, přijatá v roce 1894 po takzvaném "vykoupení" státu a zrušená v roce 2020 během protestů po smrti George Floyda, obsahovala konfederační válečnou vlajku. Vlajka města Trenton ve státě Georgie, která obsahuje konfederační válečnou vlajku, byla přijata v roce 2001 jako protest proti tomu, že generální shromáždění státu Georgie odhlasovalo výrazné zmenšení konfederační válečné vlajky na své státní vlajce. Vlajka města Trenton se velmi podobá bývalé státní vlajce Georgie.
Dne 23. března 2015 se k Nejvyššímu soudu Spojených států dostal případ týkající se vlajky Konfederace. Spor Walker v. Texas Division, Sons of Confederate Veterans se soustředil na to, zda stát Texas může zamítnout žádost SCV o vydání vlastních poznávacích značek, které obsahují konfederační bojovou vlajku. Soud se případem zabýval 23. března 2015. Dne 18. června 2015 Nejvyšší soud v poměru 5:4 rozhodl, že Texas má právo návrh SCV zamítnout.
V říjnu 2015 propuklo na internetu pobouření poté, co byla v jedné texaské škole objevena učebnice zeměpisu, která popisovala otroky jako "přistěhovalce" a "dělníky". Vydavatelství McGraw-Hill oznámilo, že znění změní.

## Náboženský rozměr
Charles Wilson tvrdí, že mnoho bílých obyvatel Jihu, většinou konzervativních a zbožných evangelických protestantů, hledalo příčiny porážky Konfederace v náboženství. Měli pocit, že porážka Konfederace ve válce byla Božím trestem za jejich hříchy, a motivováni tímto přesvědčením se stále častěji obraceli k náboženství jako ke zdroji útěchy. V poválečném období se zrodilo regionální "občanské náboženství", které bylo silně zatíženo symbolikou a rituály; hlavními celebranty tohoto nového náboženství byli duchovní. Wilson říká, že duchovní budovali
rituální formy Lost Cause, které oslavovaly jejich regionální mytologické a teologické představy. Lost Cause využívali k tomu, aby varovali obyvatele Jihu před jejich úpadkem od minulých ctností, propagovali morální reformy, povzbuzovali k přijímání křesťanství a vzdělávali mladé lidi v jižanských tradicích; v plném rozsahu se vztahovali k americkým hodnotám.
Na kulturní i náboženské úrovni se bílí Jižané snažili bránit to, co jim porážka v roce 1865 znemožnila bránit na politické úrovni. Porážka Jihu v údajné "svaté válce" zanechala Jižany tváří v tvář vině, pochybnostem a triumfu zla. Těmto skutečnostem tak Jižané čelili tím, že si vytvořili to, co C. Vann Woodward nazval jedinečně jižanským smyslem pro tragédii dějin.
Poole uvedl, že v boji za porážku republikánské rekonstrukční vlády v Jižní Karolíně v roce 1876 bílí demokraté líčili scénář Lost Cause prostřednictvím oslav "Hamptonových dnů" a volali: "Hampton nebo peklo!". Souboj mezi odpůrcem rekonstrukce a demokratickým kandidátem Wadem Hamptonem a stávajícím guvernérem Danielem H. Chamberlainem inscenovali jako náboženský boj mezi dobrem a zlem a vyzývali k "vykoupení". Konzervativci, kteří svrhli rekonstrukci, byli na celém Jihu často označováni za "vykupitele", což bylo v souladu s křesťanskou teologií.

## Genderové role

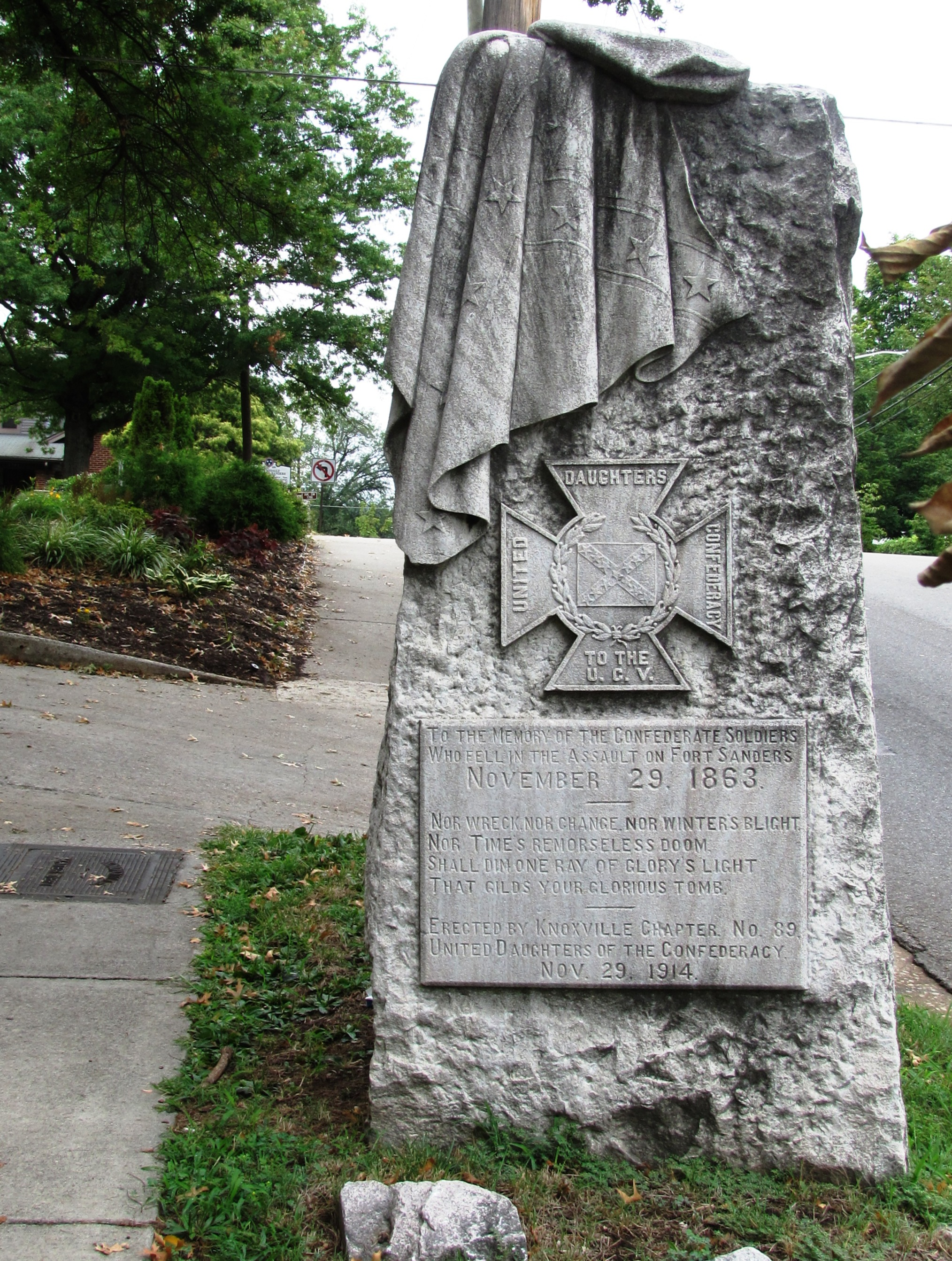
Organizace United Daughters of the Confederacy pomáhala propagovat ideologii Lost Cause výstavbou mnoha památníků, jako je tento v Tennessee.

Mezi spisovateli zabývajícími se Lost Cause byly genderové role spornou oblastí. Pro mužské autory bylo typické, že zdůrazňovali naprostou oddanost žen věci. Ženské autorky však zdůrazňovaly ženský aktivismus, iniciativu a vůdčí schopnosti. Vysvětlovaly, že když všichni muži odešli, ženy převzaly velení, našly náhradní potraviny, znovuobjevily své staré tradiční dovednosti s kolovrátkem, když se tovární látky staly nedostupnými, a řídily všechny zemědělské nebo plantážnické operace. Čelily zjevnému nebezpečí, aniž by měly muže, kteří by plnili jejich tradiční roli ochránců.
O popularizaci výkladu Lost Cause a vztyčování pomníků se zasloužily především jižanské ženy, jejichž centrem se stala organizace United Daughters of the Confederacy (UDC).:s.198
| „                     | Vedoucí představitelky UDC byly odhodlány prosadit kulturní autoritu žen prakticky ve všech zobrazeních minulosti regionu. Lobbovaly za vytvoření státních archivů a výstavbu státních muzeí, za zachování národních památek a výstavbu historických dálnic, sestavovaly rodokmeny, vedly rozhovory s bývalými vojáky, psaly učebnice dějepisu a stavěly pomníky, které se nyní vítězoslavně přesunuly ze hřbitovů do center měst. Více než půl století předtím, než se historie žen a veřejné dějiny staly předmětem zkoumání a činnosti, se UDC spolu s dalšími ženskými sdruženími snažila vtělit úspěchy žen do historických záznamů a přenést dějiny mezi lidi, z dětských pokojů a krbů do škol a na veřejná prostranství. | “ |
| — Jacquelyn Dowd Hall | |   |

Povinnost uctívat památku mrtvých z řad Konfederace byla pro Jižany, kteří byli oddáni Lost Cause, jednou z hlavních činností a pobočky UDC při ní hrály ústřední roli. UDC měla na počátku 20. století velký vliv zejména na Jihu, kde bylo jejím hlavním úkolem zachovávat a udržovat památku veteránů Konfederace, zejména manželů, synů, otců a bratrů, kteří padli ve válce. Její dlouhodobý vliv spočíval v prosazování obrazu Lost Cause, který představoval plantážnický Jih v období před válkou jako idealizovanou společnost, jež byla rozdrcena silami yankeeovské modernizace, která zároveň podkopávala tradiční genderové role. V Missouri, hraničním státě, se UDC aktivně podílela na vytvoření vlastního systému památníků.
Jižní státy vytvořily vlastní důchodové systémy pro veterány a jejich závislé osoby, zejména pro vdovy, protože žádná z nich neměla nárok na důchod z federálního důchodového systému. Důchody byly určeny k uctění Lost Cause a ke snížení velké chudoby, která v regionu převládala. Muži žádající o důchod museli prokázat svou trvalou věrnost "ztracené věci". Ženy žádající o důchod byly odmítnuty, pokud byla zpochybněna jejich morální pověst.
V Natchezu ve státě Mississippi se na udržení Lost Cause podílely místní noviny a veteráni. Elitní bělošské ženy však měly zásadní podíl na zakládání památníků, jako je například Civil War Monument (Památník občanské války), který byl vysvěcen v Den památky obětí války v roce 1890. Hnutí Lost Cause umožnilo ženám, které nebyly účastnicemi bojů, vznést nárok na ústřední událost v jejich novém vymezení jižanských dějin.
UDC byla poměrně významná, ale vůbec ne výjimečná ve své přitažlivosti pro bílé ženy na jihu. "Počet ženských klubů věnujících se filiopietismu a historii byl ohromující," uvedl historik W. Fitzhugh Brundage. Všímal si klubů žen v Texasu a Mississippi, které patřily k United Daughters of the Confederacy, Daughters of the American Revolution, Association for the Preservation of Virginia Antiquities, Daughters of the Pilgrims, Daughters of the War of 1812, Daughters of Colonial Governors, Daughters of the Founders and Patriots of America, Order of the First Families of Virginia, Colonial Dames of America a několika dalším historicky orientovaným společnostem. Naopak srovnatelní muži se o členství v historických organizacích zajímali mnohem méně, místo toho se věnovali tajným bratrským spolkům a kladli důraz na sportovní, politické a finanční výkony, aby prokázali svou mužnost. Brundage poznamenává, že po nástupu volebního práva pro ženy v roce 1920 historická role ženských organizací erodovala.
V době jejich největšího rozkvětu v prvních dvou desetiletích 20. století dospěl Brundage k závěru, že:
Tyto architektky historické paměti bělochů vysvětlovaly a zároveň mystifikovaly historické kořeny nadvlády bělochů a moci elit na Jihu a plnily tak významnou občanskou funkci v době zvýšených obav o udržení sociálních a politických hierarchií. Přestože jim bylo odepřeno volební právo, hrály organizované bílé ženy dominantní roli při vytváření historické paměti, která měla být základem jižanské politiky a veřejného života.

## Principy
| „                                                                             | William Henry Fitzhugh Lee se ohradil proti příliš často používané frázi, že konfederáti bojovali za to, co považovali za správné. Bojovali za to, co věděli, že je správné. Stejně jako Řekové bojovali za domov, hroby svých otců a rodnou zemi. | “ |
| — New York Times, "Annual Meeting of the Virginia Division", October 29, 1875 | |   |

| „                                                                                               | Černoši byli díky svým otrockým instinktům spokojeni se svým údělem a jejich trpělivá práce obdařila zemi, kde žili, nezměrným bohatstvím. Jejich silná místní a osobní oddanost jim zajistila věrnou službu... nikdy neexistovala šťastnější závislost práce a kapitálu na sobě navzájem. Pokušitel přišel jako had v Edenu a nalákal je kouzelným slovem "svoboda"... Dal jim do rukou zbraně, vycvičil jejich pokorné, ale emocionální povahy k násilným činům a krveprolitím a poslal je pustošit své chlebodárce. | “ |
| — Prezident Konfederace Jefferson Davis, The Rise and Fall of the Confederate Government (1881) | |   |

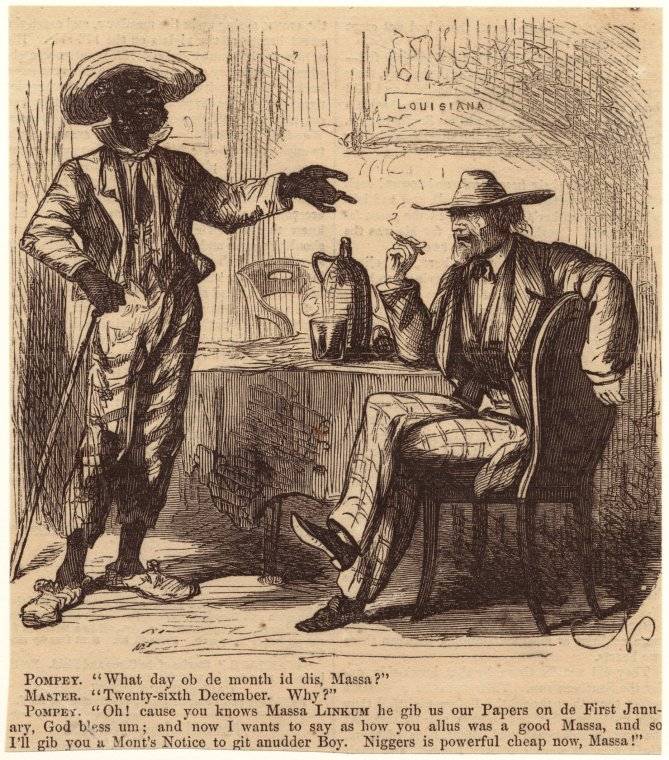
Ideologie Lost Cause obsahuje mylné představy o vztazích mezi otroky a jejich pány.

Mezi principy hnutí Lost Cause patří:
- Stejně jako se státy rozhodly vstoupit do federální unie, mohou se také rozhodnout z ní vystoupit.
- Obrana práv států, a nikoli zachování otroctví, byla hlavní příčinou, která vedla jedenáct jižních států k vystoupení z Unie, a tím k válce.
- Secese byla ospravedlnitelnou a ústavní reakcí na kulturní a ekonomickou agresi Severu proti nadřazenému, rytířskému způsobu života Jihu, jehož součástí bylo otroctví. Jih bojoval za svou nezávislost. Mnozí o ni stále stojí.
- Sever neútočil na Jih z čistých, i když mylných pohnutek: ukončit otroctví. Jeho motivy byly ekonomické a prodejné.
- Otroctví bylo blahodárnou institucí a "pozitivním dobrem". Nebylo založeno na ekonomické chamtivosti a otroci byli šťastní a loajální ke svým laskavým pánům (viz Heyward Shepherd). Otroctví bylo dobré pro otroky, jejichž život byl mnohem lepší než v Africe nebo než jaký by měli jako svobodní černoši na Severu, kde docházelo k četným protičernošským nepokojům. (Černoši byli vnímáni jako cizinci, přistěhovalci, kteří berou práci bělochům tím, že pracují za méně peněz, a také jako nebezpečně sexuální). Nevyznačovala se rasismem, znásilňováním, barbarskými pracovními podmínkami, brutalitou, bičováním, nuceným rozdělováním rodin a ponižováním..[90]
- Allgood v rámci Lost Cause identifikuje jižanský aristokratický rytířský ideál, obvykle nazývaný "jižanský kavalírský ideál". Objevil se zejména ve studiích o konfederačních partyzánech, kteří bojovali za liniemi Unie, jako byli Nathan Bedford Forrest, Turner Ashby, John Singleton Mosby a John Hunt Morgan. Spisovatelé zdůrazňovali, jak ztělesňovali odvahu tváří v tvář těžké přesile, stejně jako jezdecké umění, mužnost a bojového ducha.[91]
- Konfederační generálové jako Robert E. Lee, Albert Sidney Johnston a Stonewall Jackson představovali ctnosti jižanské šlechty a bojovali statečně a čestně. Na druhou stranu většina severních generálů byla charakterizována jako generálové s nízkou morální úrovní, protože vystavovali jižanské civilní obyvatelstvo ponižujícím činům, jako byl Shermanův pochod k moři a vypálení údolí Shenandoah Philipem Sheridanem v roce 1864. Unijní generál Ulysses S. Grant je často líčen jako alkoholik.[92]
- Ztráty na bojišti byly vzhledem k převaze Severu ve zdrojích a živé síle nevyhnutelné. Ztráty na bitevním poli byly někdy také důsledkem zrady a neschopnosti některých podřízených generála Leeho, například generála Jamese Longstreeta, který byl za pochybnosti o Leeovi v bitvě u Gettysburgu odsuzován.
- Ideologie Lost Cause se zaměřuje především na Leeho a východní frontu v severní Virginii, Marylandu a Pensylvánii. Obvykle považuje Gettysburg za zlomový bod války a ignoruje vítězství Unie v Tennessee a Mississippi a skutečnost, že nic nemohlo zastavit ponižující postup armády Unie přes Georgii, Jižní Karolínu a Severní Karolínu, který skončil kapitulací armády Severní Virginie u Appomattoxu.
- Generál Sherman ničil majetek z podlosti. Vypálení Kolumbie v Jižní Karolíně, která byla před válkou ohniskem secese, nemělo žádný vojenský účel. Mělo pouze ponížit a ožebračit.
- Poskytnutí volebního práva nově osvobozeným otrokům bylo politickou katastrofou. Nebyli schopni rozumně hlasovat a snadno se nechali podplatit nebo oklamat. Rekonstrukce byla katastrofou, ze které měli prospěch pouze severští darebáci (scalawagové). Bylo zapotřebí velkého úsilí rytířských jižanských gentlemanů, aby byla obnovena nadvláda bílých, což bylo mimo jiné to, co chtěl Bůh.

## Symboly

### Generálové Konfederace
Nejsilnějšími obrazy a symboly Lost Cause byli Robert E. Lee, Albert Sidney Johnston a Pickett's Charge. David Ulbrich napsal: "Robert E. Lee, uctívaný již během války, získal po ní v jižanské kultuře božskou mystiku. Lee, na kterého se vzpomíná jako na vůdce, jehož vojáci ho loajálně následovali do každého boje bez ohledu na to, jak zoufalý byl, se z konfliktu stal ikonou Lost Cause a ideálem předválečného jižanského gentlemana, čestného a zbožného muže, který nezištně sloužil Virginii a Konfederaci. Leeho taktická brilantnost u Druhého Bull Runu a Chancellorsville nabyla legendárního statusu, a přestože přijal plnou odpovědnost za porážku u Gettysburgu, zůstal Lee pro Jižany do značné míry neomylný a až do nedávné doby byl ušetřen kritiky i ze strany historiků." Victor Davis Hansen upozorňuje, že Albert Sidney Johnston byl prvním důstojníkem, kterého Jefferson Davis jmenoval řádným generálem a který vedl konfederační síly v západním divadle. Jeho smrt během prvního dne bitvy u Shilohu pravděpodobně vedla k porážce Konfederace v tomto konfliktu.
Pokud jde o Leeovy podřízené, klíčovým padouchem byl podle Jubala Earlyho generál Longstreet. Ačkoli Lee vzal veškerou odpovědnost za porážky (zejména tu u Gettysburgu) na sebe, Earlyho spisy kladou porážku Konfederace u Gettysburgu přímo na Longstreetova bedra, když ho obviňují z toho, že 2. července 1863 brzy ráno nezaútočil podle Leeho pokynů. Ve skutečnosti však Lee nikdy nevyjádřil nespokojenost s akcemi svého "starého válečného koně" druhého dne. Longstreet byl jižanskými veterány široce znevažován kvůli své poválečné spolupráci s americkým prezidentem Ulyssesem S. Grantem, s nímž ho před válkou pojilo blízké přátelství, a kvůli vstupu do Republikánské strany. Grant v roce 1878 v jednom rozhovoru odmítl argumenty Lost Cause a řekl, že odmítá představu, že Jih byl prostě přemožený početní převahou. Grant napsal: "Takto se vytvářelo veřejné mínění během války a takto se tvoří dějiny i nyní. Nikdy jsme Jih nepřemohli.... To, co jsme od Jihu získali, jsme získali tvrdým bojem." Grant dále poznamenal, že při porovnávání zdrojů se "4 000 000 černochů", kteří "udržovali farmy, chránili rodiny, podporovali armády a byli ve skutečnosti záložní silou", nepovažovalo za jižanský majetek.

### "Válka severské agrese"
Jedním z podstatných prvků hnutí Lost Cause bylo tvrzení, že samotný akt secese byl legitimní, jinak by se všichni čelní představitelé Konfederace stali zrádci Spojených států. Aby legitimizovali vzpouru Konfederace, zpochybňovali myslitelé z hnutí Lost Cause legitimitu federální vlády a jednání Abrahama Lincolna jako prezidenta. Příkladem toho byla kniha Mary Scrughamové "Force or Consent as the Basis of American Government" (Síla nebo souhlas jako základ americké vlády), v níž předložila nesmyslné argumenty proti legalitě Lincolnova prezidentství. Pro označení Unie jako síly, která rozpoutala válku, se používá označení "válka severské agrese". Název vznikl v éře Jima Crowa v 50. letech 20. století, kdy jej vymysleli zastánci segregace, kteří se snažili přirovnat současné úsilí o ukončení segregace k úsilí o zrušení otroctví v 19. století. Tento název byl kritizován historiky, například Jamesem M. McPhersonem, protože Konfederace "převzala iniciativu tím, že se oddělila navzdory volbě prezidenta ústavní většinou" a "začala válku střelbou na americkou vlajku".
Vzhledem k tomu, že svobodné státy a většina neyankeeských skupin (Němci, Američané nizozemského původu, newyorští Irové a jižansky orientovaní osadníci v Ohiu, Indianě a Illinois) projevily nesouhlas s rozpoutáním občanské války, používali ostatní sympatizanti Konfederace název "válka yankeeské agrese" k označení občanské války jako války yankeeské, nikoliv války Severu jako takového.
Naopak "válka jižanské agrese" je používána těmi, kdo tvrdí, že válku rozpoutala Konfederace. Ti tvrdí, že Konfederace rozpoutala válku tím, že zahájila boj u pevnosti Fort Sumter.

### Romány Thomase Dixona Jr.

#### The Leopard's Spots
V románu The Leopard's Spots (Levhartí skvrny) Dixon na titulní straně citoval Jeremiáše 13:23: "Může Etiopan změnit svou barvu nebo levhart své skvrny?". Tvrdil, že stejně jako levhart nemůže změnit své skvrny, nemůže ani černoch změnit svou povahu. Cílem románu bylo posílit nadřazenost "anglosaské" rasy a obhajovat buď nadvládu bělochů nad černochy, nebo oddělení obou ras.:s.68 Podle historika a Dixonova životopisce Richarda Allena Cooka je "černoch podle Dixona surovec, nikoli občan: dítě zdegenerované rasy přivezené z Afriky".:s.68 Dixon tyto názory vyložil ve filadelfském deníku The Times, když v roce 1902 hovořil o románu: "Černoch je lidský osel. Můžete ho vycvičit, ale koně z něj neuděláte." Dixon popsal "vznášející se postavu osvobozeného černocha" jako "stále zlověstnější, až jeho hrozba zastíní chudobu, hlad, smutek a devastaci Jihu a vrhne svůj stín na budoucí generace, skutečnou černou smrt pro zemi a její lid". Na postavách z Chaloupky strýčka Toma ukazuje "šťastného otroka", který je nyní, na svobodě a zmanipulovaný carpetbaggery, neproduktivní a neuctivý, a věřil, že osvobození muži neustále usilují o sexuální vztahy s bílými ženami.:s.68 V Dixonově díle hrdinný Ku Klux Klan chrání americké ženy. "Je to jednoznačně mužská kniha," řekl Dixon deníku The Times.
Román, který "hýří řečnickým ohňostrojem", "vzbudil pozornost hned, jak vyšel z tiskárny", a rychle se ho prodalo více než 100 000 výtisků. "Prodej nakonec překročil milionovou hranici, objevily se četné zahraniční překlady díla a Dixonova sláva se stala mezinárodní.":s.70
Dixon trval na tom, že román vychází ze skutečnosti:
V poznámce autora... pan Dixon říká: "V odpovědi na stovky dopisů bych rád uvedl, že všechny události použité v první knize, která je vlastně prologem mého příběhu, byly vybrány z autentických záznamů nebo mi byly osobně známy. Jedinou vážnou volností, kterou jsem si dovolil vůči historii, je zmírnění faktů – aby byly ve fikci věrohodné.

#### The Clansman

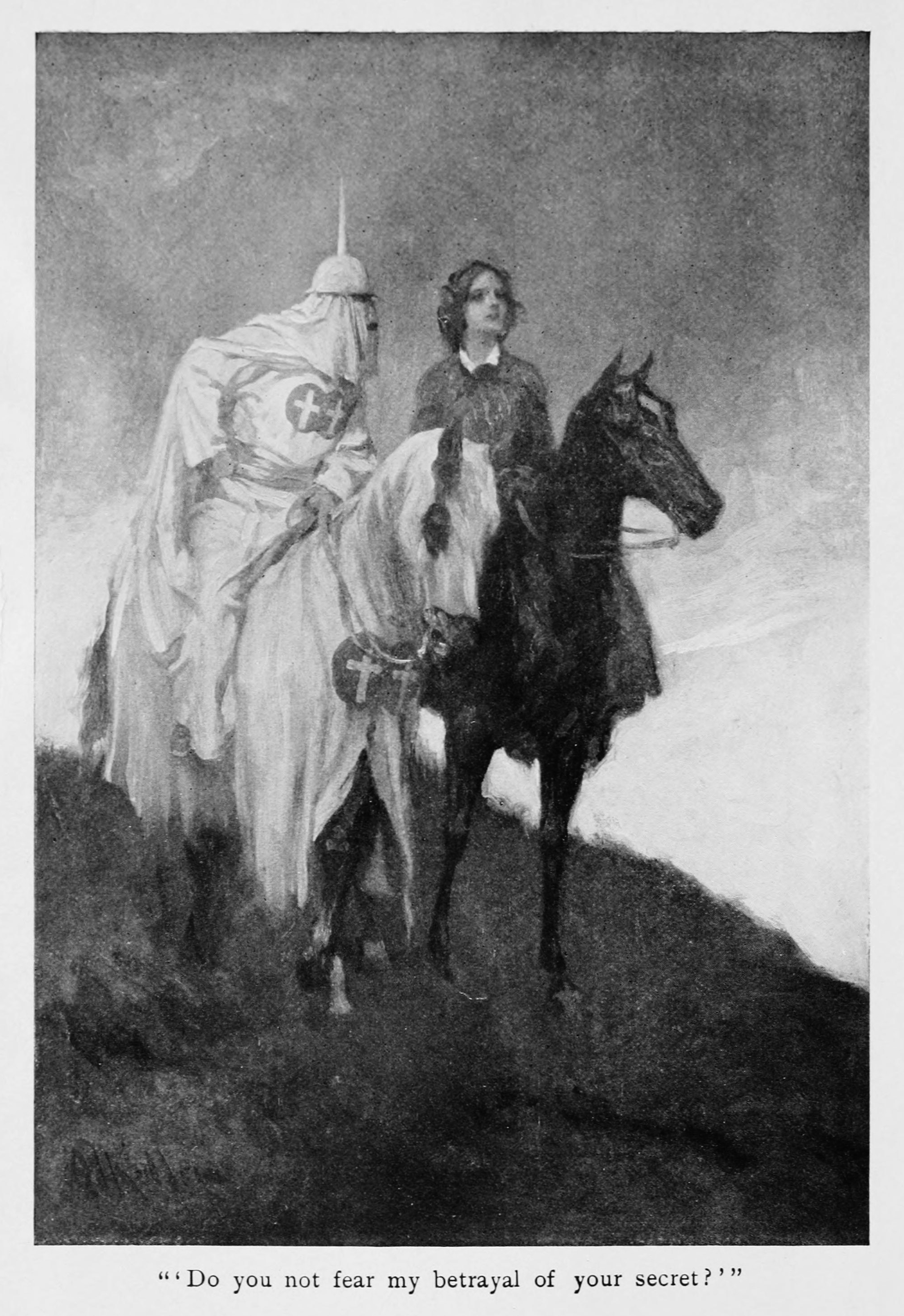
Frontispis od Arthura I. Kellera k prvnímu vydání Dixonova románu The Clansman.

V románu The Clansman, nejznámějším ze tří románů, Dixon podobně prohlásil: "V tomto románu jsem se snažil zachovat literu i ducha tohoto pozoruhodného období..... The Clansman rozvíjí skutečný příběh 'spiknutí Ku-klux-klanu', které svrhlo režim Rekonstrukce".
"Lincoln je vykreslen jako laskavý a sympatický muž, který se statečně snaží udržet svou politiku navzdory tlakům, které na něj byly vyvíjeny, aby zaujal vůči jižanským státům pomstychtivější postoj.":s.71 Rekonstrukce byla pokusem Augusta Stonemana (což byl odkaz na amerického poslance Thaddeuse Stevense z Pensylvánie, "největšího a nejodpornějšího muže, který kdy chodil po chodbách amerického Kongresu") zajistit, aby se Republikánská strana udržela u moci tím, že si zajistí hlasy černochů z Jihu.:s.71 Stonemanova nenávist k americkému prezidentovi Andrewu Johnsonovi pramení z toho, že Johnson odmítl zbavit bělochy z Jihu volebního práva. Stonemanův hněv vůči bývalým otrokářům zesílí po zavraždění Abrahama Lincolna a Stoneman přísahá pomstu Jihu. Jeho programy odebírají půdu vlastněnou bělochy a dávají ji bývalým otrokům, stejně jako při tradiční představě "čtyřiceti akrů a jednoho mezka". Muži, kteří tvrdí, že zastupují vládu, zabavují materiální bohatství Jihu a ničí rodiny vlastníků plantáží. Nakonec bývalé otroky učí, že jsou nadřazeni svým bývalým majitelům a měli by proti nim povstat. Tyto údajné nespravedlnosti byly podnětem ke vzniku Ku-klux-klanu. "Cílem pana Dixona je zde ukázat, že původní zakladatelé Ku Klux Klanu byli novodobí rytíři, kteří se chopili jediného dostupného prostředku k nápravě křivd." Dixonův otec patřil ke Klanu a jeho strýc z matčiny strany a chlapecký idol, plukovník Leroy McAfee, jemuž je kniha The Clansman věnována, byl regionálním vůdcem nebo, slovy věnování, "velkým titánem neviditelné říše Ku Klux Klanu".:s.21
Vyobrazení pálení křížů Klanem, jak je znázorněno na ilustracích prvního vydání, je Dixonovou novinkou. Klan jej dříve nepoužíval, ale později jej převzal.
"V Dixonově vášnivé próze se kniha také obšírně zabývá chudobou, hanbou a ponížením, které Jižané utrpěli od černochů a bezohledných Seveřanů.":s.72 Je vyhlášeno stanné právo a jsou vyslány americké jednotky, stejně jako během rekonstrukce. "Vítězství Jihu bylo dokonáno, když Klan porazil federální jednotky na celém území státu.":s.72
Aby své názory dále propagoval, přepsal Dixon román The Clansman do podoby divadelní hry. Stejně jako román měla hra velký komerční úspěch; v různých městech ji současně uvádělo několik kočovných společností. Někdy byla zakázána. Film Zrození národa je ve skutečnosti založen spíše na divadelní hře, která nebyla do roku 2007 publikována, než přímo na románu.

### Zrození národa
Dalším významným a vlivným popularizátorem názoru Lost Cause byl velmi úspěšný film D. W. Griffitha Zrození národa (1915), který byl natočen podle Dixonova románu The Clansman. Blight napsal:
Dixonova zvrácená verze myšlenky, že černoši způsobili občanskou válku svou přítomností a že severní radikalismus během rekonstrukce nepochopil, že svoboda přivedla černochy jako rasu k barbarství, elegantně zarámovala příběh vzestupu hrdinského domobranectví na Jihu. Neochotně museli příslušníci Ku-klux-klanu – bílí muži – vzít zákon do vlastních rukou, aby zachránili jižanské bílé ženstvo před sexuální brutalitou černých mužů. Dixonova vize zachytila postoje tisíců lidí a v podobě příběhu vytvořila kolektivní paměť o tom, že válka byla sice prohraná, ale rekonstrukce byla vyhraná – pro Jih a smířený národ. Klan jako maskovaná kavalerie zastavil zkorumpovanou vládu, zabránil anarchii "vlády černochů" a především zachránil nadvládu bílých.
V knize i ve filmu je Klan zobrazován jako pokračovatel ušlechtilých tradic předválečného Jihu a hrdinného vojáka Konfederace, který brání jižanskou kulturu obecně a jižanské ženství zvláště před znásilňováním a pleněním ze strany propuštěnců a Yankeeů během rekonstrukce. Dixonovo vyprávění bylo tak rychle přijato, že se filmu připisuje zásluha na oživení Klanu v 10. a 20. letech 20. století. Druhý Klan (který však Dixon odsuzoval) dosáhl vrcholu v počtu 2–5 milionů členů. Odkaz filmu je v dějinách amerického rasismu velmi rozsáhlý a i dnes již kultovní pálení křížů Ku-klux-klanu vycházelo z Dixonova románu a filmu, který byl podle něj natočen. První Klan přitom kříže nepálil, byla to původně skotská tradice "Crann Tara", jejímž cílem bylo shromáždit klany do války.

### Pozdější literatura a filmy
Romantizace Lost Cause je zachycena ve filmech jako Zrození národa, Jih proti Severu, Song of the South a Tennessee Johnson, který San Francisco Chronicle označil za "vrchol jižanské mytologie". Film Bohové a generálové údajně oslavuje Jacksona a Leeho. CNN uvedla, že tyto filmy "přetvářejí předválečný Jih jako měsíční a magnóliový ráj šťastných otroků, láskyplných otrokářů a zlotřilých Yankeeů".